# Černochov
Černochov (hongrois : Csarnahó) est un village de Slovaquie situé dans la région de Košice.

## Économie
Le village est l'un des 7 villages slovaques faisant partie de la région viticole Tokay.

## Histoire
Première mention écrite du village en 1298.
La localité fut annexée par la Hongrie après le premier arbitrage de Vienne le 2 novembre 1938. En 1938, on comptait 485 habitants dont 8 d'origines juives. Elle faisait partie du district de Sátoraljaújhely (hongrois : Sátoraljaújhelyi járás). Le nom de la localité avant la Seconde Guerre mondiale était Černochov/Csarnahó. Durant la période 1938 -1945, le nom hongrois Csarnahó était d'usage. À la libération, la commune a été réintégrée dans la Tchécoslovaquie reconstituée.

## Démographie

### Évolution de la population
| Année:               | 1994. | 2004.   | 2014.   | 2024.   |
| -------------------- | ----- | ------- | ------- | ------- |
| Nombre de personnes: | 238   | 223     | 203     | 187     |
| Différence:          |       | -6,30 % | -8,96 % | -7,88 % |

| Année:               | 2023. | 2024.   |
| -------------------- | ----- | ------- |
| Nombre de personnes: | 184   | 187     |
| Différence:          |       | +1,63 % |